# Finitribe
Finitribe war eine Dance-Music-Band aus Edinburgh, Schottland.

## Besetzung
David Miller und Philip Pinsky blieben ständige Bandmitglieder, während Chris Connelly (1987–1993 bei Revolting Cocks und 1988–1990 bei Ministry), Simon McGlynn, Andy McGregor, Thomas McGregor und John Vick im Laufe der Zeit aus der Band ausstiegen.

## Bandname
Der Bandname Finitribe leitet sich von finny tribe, einem Begriff der Rosenkreuzer für Fische ab. Manchmal schrieb sich der Bandname auch Fini Tribe.

## Bandgeschichte
Die Wurzeln von Finitribe lagen Mitte der 1980er in der Vorgängerband Gallery Macabre, einer experimentellen Gitarrenband. Später wurde sie eine auf Sampling basierende Dance-Music-Band und gründeten das Label Finiflex. Ihre erfolgreichsten Hits waren die Dancefloortracks „Detestimony“, „101“ und „Forevergreen“. Die Band spielte 1985, 1989 und 1998 Sessions für John Peel. Die Auflösung der Band erfolgte 2002. Trotz Auflösung erschienen noch zwei Compilations; Then Again (2004) und This Is Electronic Body Music (2005).

## Diskografie (Auswahl)
- 1984: Curling and Stretching EP
- 1985: Flying Peppers
- 1986: Let the Tribe Grow EP
- 1988: Noise, Lust & Fun
- 1989: Grossing 10K
- 1992: An Unexpected Groovy Treat
- 1993: Forevergreen EP
- 1994: Brand New
- 1995: Sheigra
- 1998: Sleazy Listening